# Francisco de Paula
São Francisco de Paula (Paola, 27 de março de 1416 — Tours, 2 de abril de 1507) foi um eremita, fundador da Ordem dos Mínimos e santo da Igreja Católica.
É também conhecido como "O Eremita da Caridade", por sua opção de desprezo absoluto pelos valores transitórios da vida e dedicação integral ao socorro do próximo. Consta que num só dia o venerado de Paula atendeu em seu Mosteiro a mais de trezentas pessoas necessitadas do espírito e do corpo, realizando curas prodigiosas.
Francisco de Paula fundou a Ordem dos Mínimos, uma fraternidade que exige do interessado em nela ingressar uma única condição: que se considere um "mínimo", pois Jesus dissera que se alguém quer ser o primeiro, que seja o último e o servo de todos.
Venerado pelos pobres, pelos reis e pelos nobres de seu tempo, Francisco de Paula deu o exemplo numa época em que prosperavam os abusos eclesiásticos e quando se cultivavam os prazeres efêmeros e subalternos da vida. Por essa razão, foi considerado um missionário especial, por sua capacidade extraordinária de resgatar os mais puros e preciosos valores evangélicos, tal qual seu mais famoso inspirador, Francisco de Assis, que vivera dois séculos antes.

## Biografia
Criado em lar cristão, o exemplo dos pais desempenhou importante papel na vida de São Francisco de Paula, cujos progenitores eram modestos agricultores na pequena cidade de Paula, na Calábria.
Giacomo, o pai (Tiago, em português), tirava do campo o sustento da família e santificava-se na oração, jejum, penitência e boas obras. Sua esposa, Viena, era também virtuosa, secundando-o em suas boas disposições.
Mas não tinham filhos. Pediam-no ao Céu, sobretudo a São Francisco de Assis, de quem eram devotos. Prometeram dar seu nome ao primeiro filho que tivessem. O santo de Assis teria se deixado comover e, com sua intercessão, o casal gerou o menino tão desejado.

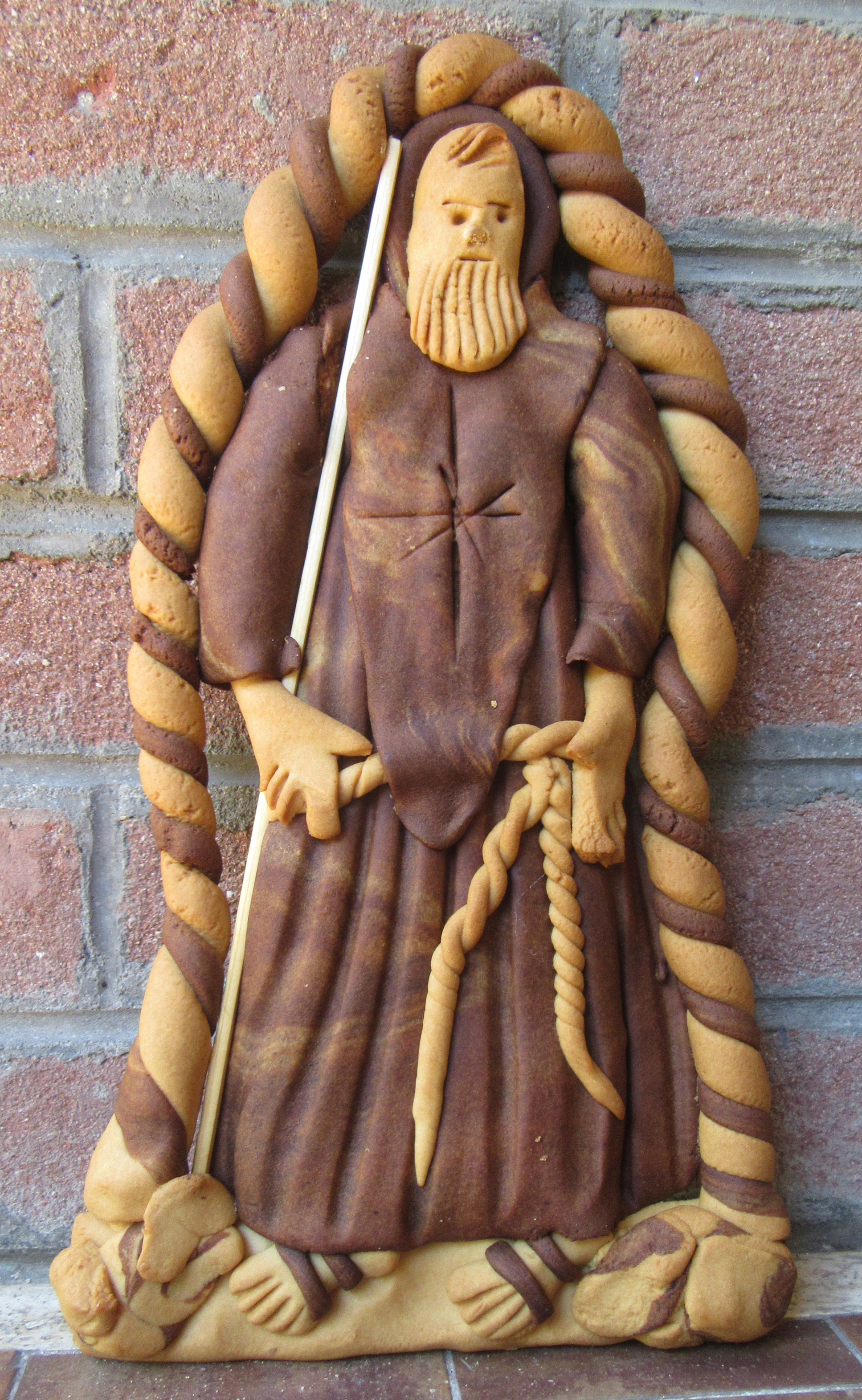
Imagem de Francisco de Paula em forma de 'Nzuddha (ou Mostacciolo) típico biscoito calabrés ao mel.

A alegria, entretanto, foi de pouca duração, pois o recém-nascido Francisco teve um abcesso maligno no olho esquerdo, que lhe ameaçava a visão. Giacomo e Viena recorreram de novo ao santo: seria possível que ele tivesse atendido aos seus rogos pela metade? Prometeram agora, caso o menino sarasse e tão logo a idade o permitisse, vestirem-no com o hábito franciscano, deixando-o durante um ano em um convento. Observou-se notável melhora na saúde do garoto.
Apareceu-lhe então um frade franciscano, lembrando que chegara a hora de seus pais cumprirem a promessa feita. Os pais aquiesceram e levaram o menino, com seu pequeno hábito, para o convento franciscano de São Marcos, no qual todo o rigor da regra era observado. Francisco, embora não fosse obrigado a isso, começou a observar a regra com tanta exatidão, que se tornou modelo até para os frades mais experimentados nas práticas religiosas.
Alguns milagres marcaram a vida do frade-menino no convento. Certo dia o sacristão mandou-o precipitadamente buscar brasas para o turíbulo, mas sem indicar-lhe como. Ele, com toda simplicidade, trouxe-as em seu hábito, sem que este se queimasse. De outra feita, encarregado da cozinha, colocou os alimentos na panela e esta sobre o carvão, esquecendo-se contudo de acendê-lo. Foi depois para a igreja rezar e entrou em êxtase, olvidando-se da hora. Quando alguém, que passara pela cozinha e vira o fogo apagado, chamou-o perguntando se a refeição estava pronta, Francisco, sem titubear, respondeu que sim. E chegando à cozinha, encontrou o fogo aceso e os alimentos devidamente cozidos.
Os frades de São Marcos queriam conservar consigo aquele adolescente que dava tantas provas de santidade. Mas ele sentia-se chamado para outra coisa. Findo o ano, dirigiu-se com os pais a Roma, Assis, Loreto e Monte Cassino. Neste último lugar, sabendo que São Bento ali se estabelecera aos catorze anos para entregar-se todo a Deus, fez o mesmo propósito. Pediu aos pais que o deixassem viver como eremita. 
Francisco queria mais solidão. Por isso, um dia desapareceu e subiu uma montanha rochosa, onde encontrou uma pequena gruta que transformou, durante seis anos, em sua morada. Vivendo exclusivamente para Deus, na contemplação e penitência, alimentava-se de raízes e ervas silvestres. Segundo a tradição de sua Ordem, recebeu ali o hábito monástico das mãos de um Anjo.

### Primeiros discípulos, fundações
Surgindo jovens discípulos, esse eremita de dezenove anos obteve do bispo local licença para construir um mosteiro no alto de um monte próximo a Paula. Essa foi a origem da Ordem dos Mínimos, fundada pelo Santo em 1435.  Essa construção, como outras posteriores, constituiu um contínuo milagre, nomeadamente a partir de um, em Cosenza, do qual foi nomeado superior em 1454, data da sua construção. Participavam os habitantes da cidade, ricos e pobres, nobres e plebeus. E foram testemunhas de inúmeros milagres. Enormes pedras saíam do lugar à sua simples voz, pesadas árvores e pedras tornavam-se leves para serem removidas ou transportadas, alimentos que mal davam para um trabalhador alimentavam muitos. Com isso, mesmo pessoas doentes iam participar das construções e se viam curadas.
“Não há espécie de doenças que ele não tenha curado, de sentidos e membros do corpo humano sobre os quais não tenha exercido a graça e o poder que Deus lhe havia dado. Ele restituiu  a vista a cegos, a audição a surdos, a palavra aos mudos, o uso dos pés e mãos a estropiados, a vida a agonizantes e mortos; e, o que é mais considerável, a razão a insensatos e frenéticos”. “Não houve jamais mal, por maior e mais incurável que parecesse, que pudesse resistir à sua voz ou ao seu toque. Acorria-se a ele de todas as partes, não só um a um, mas em grandes grupos e às centenas, como se ele fosse o Anjo Rafael e um médico descido do Céu; e, segundo o testemunho daqueles que o acompanhavam ordinariamente, ninguém jamais retornou descontente, mas cada um bendizia a Deus de ter recebido o cumprimento do que desejava”  (*).
Dentre os muitos mortos que ele ressuscitou, destaca-se seu sobrinho Nicolas. Desejava ele ardentemente fazer-se monge na Ordem que seu tio acabava de fundar. Mas sua mãe, por apego humano, a isso se opôs tenazmente. O rapaz adoeceu e morreu. O corpo foi levado à igreja do convento, e Francisco pediu que o conduzissem à sua cela. Passou a noite em lágrimas e orações, obtendo assim a ressurreição do rapaz.
No dia seguinte, de manhã, quando sua irmã foi assistir ao sepultamento do filho, Francisco perguntou-lhe se ela ainda se opunha a que ele se fizesse religioso. “Ah!” – disse ela em lágrimas – “se eu não me tivesse oposto, talvez ele ainda vivesse”. – “Quer dizer que você está arrependida?” – insistiu o Santo. – “Ah, sim!”. Francisco trouxe-lhe então o filho são e salvo, que a mãe abraçou em prantos, concedendo a licença que antes recusara.
Outro caso famoso foi o da ressurreição de um homem que havia sido enforcado três dias antes pela justiça. Restituiu-lhe não só a vida do corpo, como também a da alma.
Mas o fato mais extraordinário, e que segundo se sabe só ocorreu com Francisco, foi o de ter ele ressuscitado duas vezes uma mesma pessoa.
Um certo Tomás de Yvre, habitante de Paterno Calabro, trabalhando na construção do convento dessa cidade, foi esmagado por uma árvore. Levado ao Santo, este restituiu-lhe a vida. Tempos depois, caiu ele do alto do campanário, espatifando-se em baixo. O Santo restituiu-lhe novamente a vida.
Foi durante esse tempo que lhe apareceu o Arcanjo São Miguel, seu protetor e da nascente Ordem, trazendo-lhe uma espécie de ostensório em que aparecia o sol num fundo azul e a palavra Caridade ("Charitas"), que o Arcanjo recomendou que o Santo tomasse como emblema de sua Ordem. Francisco passava as noites em prece, mal dormindo sobre umas pranchas. Observava uma quaresma perpétua, às vezes comendo a cada oito dias, tendo mesmo passado uma quaresma toda sem alimento, à imitação de Nosso Senhor. Seu hábito era de um tecido grosseiro, que ele portava de dia e de noite, mas que nem por isso deixava de exalar agradável odor. Seu rosto, sempre tranquilo e ameno, parecia não se ressentir das austeridades que praticava nem dos efeitos da idade, pois era cheio, sereno e rosado.
O coroamento de todas as suas virtudes consistia numa admirável simplicidade. Ele era bom, franco, cândido, serviçal, sempre disposto a fazer o bem a qualquer um. Foi esse espírito que ele comunicou a seus filhos espirituais.
Ele era dotado do dom da profecia. Segundo um de seus biógrafos, dele se pode dizer, como do Profeta Samuel, que nenhuma de suas predições deixou de se cumprir. Assim, profetizou que os turcos invadiriam a Itália, como já havia predito que tomariam Constantinopla. Os demônios não podiam resistir-lhe, e foram inúmeros os casos de possessos que ele livrou do jugo diabólico.
Embora analfabeto, pregava com tanta sabedoria que pasmava a quem o ouvia. E como tinha em grau heróico a virtude da sabedoria e as virtudes cardeais – prudência, justiça, temperança e fortaleza –, brilhavam elas em seu modo de ser e agir, como também em suas palavras. Por isso, sem o menor constrangimento podia conversar e dar conselhos a Papas, reis e grandes deste mundo.

### Em França
A fama de suas virtudes chegara até a França, onde o Rei Luís XI fora atacado por doença mortal. Por isso, pediu ao Santo que o fosse curar. Mas foi só com ordem formal do Papa que Francisco partiu para aquele país. Isso seria providencial para a expansão de sua Ordem não só na França, mas também em outros países da Europa, como Alemanha e Espanha.
São Francisco de Paula, assim que esteve com o rei, discerniu que a vontade de Deus não era a de curá-lo, mas levá-lo desta vida. E o disse claramente ao soberano, preparando-o para a morte. O monarca confiou-lhe seus filhos, principalmente o delfim, então com 14 anos. Francisco foi o confessor da Princesa Joana, que depois de repudiada por seu marido, o futuro Luís XII, fez-se religiosa e mereceu a honra dos altares.
Foi por conselho de Francisco que o Rei Carlos VIII de França casou-se com Ana de Bretanha, herdeira única daquele ducado, que veio assim unir-se ao Reino da França.
São Francisco, entre outros grandes carismas, era dotado de uma graça especial para obter de Deus o favor da maternidade para mulheres estéreis. Muitos milagres desse gênero, alguns em casas reais ou principescas, foram relatados no processo de canonização do Santo em Tours.
Suas devoções particulares consistiam em cultuar o mistério da Santíssima Trindade, da Anunciação da Virgem, da Paixão de Nosso Senhor, bem como os santíssimos nomes de Jesus e de Maria.
Foi canonizado pelo papa Leão X, em 1518, e é o padroeiro dos marinheiros.

### Vegetarianismo e compaixão em relação aos animais
Francisco seguia uma dieta vegetariana estrita, sem carne de animais, lacticínios ou ovos. Um dos votos da Ordem dos Mínimos era mesmo a abstenção de carne, peixe, ovos, manteiga, queijo e leite. Há várias histórias sobre a compaixão de Francisco de Paula pelos animais, em muitas das quais ressuscitou animais que tinham sido mortos para serem comidos.

### A “segunda morte” de São Francisco de Paula
O santo faleceu na Sexta-feira Santa do ano de 1507, aos 91 anos de idade. Seu corpo permaneceu incorrupto até 1562. Nesse ano, durante as Guerras de Religião, os protestantes calvinistas – como o Santo havia predito – invadiram o convento de Plessis, onde estava enterrado, tiraram seu corpo do sepulcro e, sem se comover de vê-lo em tão bom estado, queimaram-no com a madeira de um grande crucifixo da igreja.
Assim, foi o Santo praticamente martirizado depois de sua morte. Entretanto, apesar do ódio dos inimigos da fé, sua glória permanece para sempre.

### No Brasil
No Brasil São Francisco de Paula é Padroeiro de Pelotas e da Arquidiocese Metropolitana de Pelotas, tendo sua Catedral Metropolitana consagrada em sua Honra.
Aí é venerado por outros segmentos de fé, como é o caso dos Espíritas-cristãos da tradicional “Congregação Espírita Francisco de Paula”, fundada em 1929, na Tijuca, zona norte da cidade do Rio de Janeiro, da qual se originaram outras Casas Espíritas, que tem como patrono o mesmo Francisco de Paula.
São Francisco de Paula, foi o motivo da construção da primeira capela na região de descoberta de ouro entre São Paulo e Minas Gerais, dando origem ao povoado chamado inicialmente São Francisco de Paula de Ouro Fino. É que São Francisco de Paula havia igualmente previsto para o reino português a descoberta de novas terras com enorme riquezas e aqueles navegadores, bandeirantes e descobridores homenageavam e agradeciam naquelas montanhas a precisão do acerto. A atual cidade de Ouro Fino guarda sua devoção, onde uma basílica ao santo milagreiro continua a antiga tradição da fé de seus povoadores. A bandeira da cidade, ao lado das bateias de ouro, leva o lema do santo padroeiro: CHARITAS.
São Francisco de Paula também é padroeiro das cidades paulistas de Dobrada e Narandiba, além de uma cidade no Rio Grande do Sul e a cidade de Poço Fundo, no sul de Minas Gerais. A cidade mineira de Monte Santo de Minas tem como Padroeiro São Francisco de Paula e uma bela igreja matriz em sua homenagem.
Assim como da cidade de São Francisco de Itabapoana, no Estado do Rio de Janeiro